# Котон Спорт
«Котон Спорт» (фр. Cotonsport Garoua) — камерунский футбольный клуб из Гаруа. Выступает в чемпионате Камеруна. Основан в 1986 году. Домашние матчи проводит на стадионе «Омниспортс», вмещающем 35 тысяч зрителей.

## История
Является одним из сильнейших и успешных на внутренней и международной арене клубов Камеруна. Золотая пора команды пришлась на 2000-е годы, когда были выиграны семь местных чемпионатов. Команде также удалось выйти в финалы Кубка чемпионов и Кубка Конфедерации КАФ. По количеству выигранных национальных титулов (всего 11) «Котон Спорт» опережает всех, в том числе главного конкурента столичный «Канон Яунде» (10 титулов).

## Достижения

### Национальные
- Чемпион Камеруна (17): 1997, 1998, 2001, 2003, 2004, 2005, 2006, 2007, 2008, 2010, 2011, 2013, 2014, 2015, 2018, 2021, 2022
- Обладатель Кубка Камеруна (6): 2003, 2004, 2007, 2008, 2011, 2014

### Международные
- Финалист Лиги чемпионов КАФ: 2008
- Финалист Кубка Конфедерации КАФ: 2003